# Jéjunum
Le jéjunum (de l'adjectif latin jejune, qui signifie « jeûne » ou « affamé ») est la partie centrale de l'intestin grêle, en aval du duodénum et en amont de l'iléon. Chez l'Homme adulte, il mesure en général de 2 à 8 m de long et son diamètre est de l'ordre de 2 à 4 cm. Il commence juste après l'angle de Treitz (ou angle duodéno-jéjunal), qui fait la jonction entre le duodénum et le jéjunum.
Il apparaît plus rouge que l'iléon, cela est dû à sa vascularisation plus importante. Il n'est vascularisé que par l'artère mésentérique supérieure et ses nombreuses branches.
Le potentiel hydrogène du jéjunum est en général entre 7 et 8 (neutre ou légèrement alcalin). Le jéjunum et l'iléon sont suspendus par le mésentère, qui confère une grande mobilité à l’intestin au sein de l'abdomen. 
Au sein de la cavité abdominale, le jéjuno-iléon est entouré par le cadre colique.
La paroi interne du jéjunum est constituée d'une muqueuse tapissée de nombreux replis, qui permettent une meilleure absorption des lipides, des glucides et des protides grâce à l'augmentation de la surface totale interne. Il est formé ensuite d'une musculeuse dont les fibres internes sont circulaires et les fibres externes longitudinales.